# 富山県技術専門学院
富山県技術専門学院（とやまけんぎじゅつせんもんがくいん）は、富山県富山市向新庄町1-14-48に所在する職業能力開発校である。

## 概要
富山高等技能学校の後継機関として、工業技術の高度化に対応出来る技術者の養成を目的とした学校で、1987年8月より建設が始まり、1988年4月8日に竣工式が行われた。当時の設置学科は、自動車整備、電子システム、機械・メカトロニクス、事務オフィスオートメーション、建築設備など五つの学科である。
2025年3月27日、屋根付き2階建ての屋外実習棟の完成披露式が挙行された。

## 訓練課程
出典→
- 普通課程（自動車整備科、メカトロニクス科、電子情報科）
- 短期課程（金属加工科、金属ものづくり基礎科、造園管理科、環境エネルギー設備科、木材加工科、OA事務科〔※OA事務科には「販売事務コース」、「経理実践コース」、「生産事務コース」を設置〕）

受講生数（定員）は、普通課程が計120名、短期課程が計190名（2019年度）

## 関連記事
- 職業能力開発校一覧